# Curaçaos rugbyteam (mannen)
Het Curaçaos rugbyteam is een rugbyploeg die Curaçao vertegenwoordigt in internationale wedstrijden. Op 10 oktober 2010 werden de Nederlandse Antillen als land opgeheven. De Rugbybond van de Nederlandse Antillen ging als de Curaçaose Rugbybond verder.

## Geschiedenis
Curaçao debuteerde in april 2012 met twee vriendschappelijke wedstrijden, die beide verloren werden. Curaçao won op 12 januari 2013 in het NACRA-kampioenschap rugby tegen Saint Vincent en de Grenadines zijn eerste interland. In Willemstad wist Curaçao met 37-24 te winnen. In de volgende ronde versloeg Curaçao de Britse Maagdeneilanden. Barbados bleek in de volgende ronde echter ruimschoots te sterk.

## Interlands
| Datum            | Competitie               | Tegenstander                   | Uit/thuis | Uitslag |
| ---------------- | ------------------------ | ------------------------------ | --------- | ------- |
| 28 april 2012    | Vriendschappelijk        | Barbados                       | uit       | 18 - 5  |
| 29 april 2012    | Vriendschappelijk        | Saint Lucia                    | uit       | 43 - 19 |
| 16 januari 2013  | NARCA-kampioenschap 2013 | Saint Vincent en de Grenadines | thuis     | 37 - 24 |
| 15 februari 2013 | NARCA-kampioenschap 2013 | Britse Maagdeneilanden         | uit       | 12 - 39 |
| 6 april 2013     | NARCA-kampioenschap 2013 | Barbados                       | uit       | 41 - 3  |
| 10 mei 2014      | NARCA-kampioenschap 2014 | Saint Lucia                    | thuis     | 56 - 7  |
| 7 juni 2014      | NARCA-kampioenschap 2014 | Saint Vincent en de Grenadines | uit       | 12 - 19 |
| 21 juni 2014     | NARCA-kampioenschap 2014 | Britse Maagdeneilanden         | thuis     | 42 - 12 |
| 20 sept. 2014    | NARCA-kampioenschap 2014 | Barbados                       | thuis     | 0 - 29  |
| 7 maart 2015     | NARCA-kampioenschap 2015 | Saint Vincent en de Grenadines | thuis     | 24 - 24 |
| 11 april 2015    | NARCA-kampioenschap 2015 | Saint Lucia                    | uit       | 19 - 36 |
| 2 mei 2015       | NARCA-kampioenschap 2015 | Britse Maagdeneilanden         | uit       | 19 - 0  |
| 14 april 2018    | NARCA-kampioenschap 2018 | Dominicaanse Republiek         | uit       | 46 - 17 |
| 12 mei 2018      | NARCA-kampioenschap 2018 | Guadeloupe                     | uit       | 7 - 5   |
| 23 maart 2019    | NARCA-kampioenschap 2019 | Martinique                     | uit       | 39 - 0  |
| 6 april 2019     | NARCA-kampioenschap 2019 | Barbados                       | uit       | 55 - 7  |